# Talavera aperta
Talavera aperta là một loài nhện trong họ Salticidae.
Loài này thuộc chi Talavera. Talavera aperta được František Miller miêu tả năm 1971.